# Porcelain Black

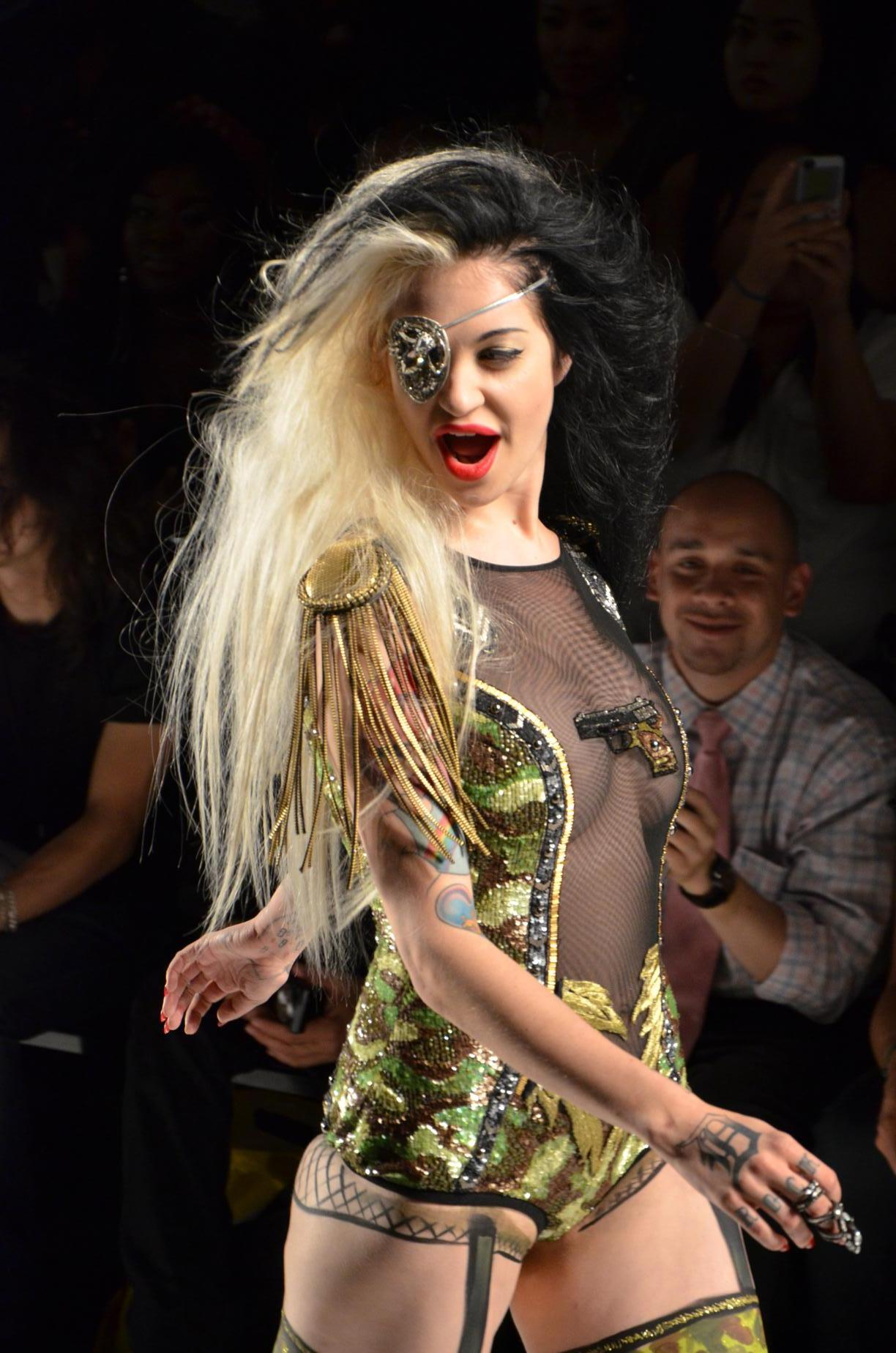
Porcelain Black

Porcelain Black, eigentlich Alaina Marie Beaton (* 1. Oktober 1985 in Detroit) ist eine US-amerikanische Industrial-, Pop-Rock-Sängerin. Sie begann ihre Karriere im Alter von 18 Jahren unter dem Künstlernamen Porcelain and the Tramps mit Virgin Records. Jedoch konnten Black und Virgin sich nicht auf die Musik einigen, die sie aufnahm und sie verbrachte drei Jahre damit, aus dem Vertrag auszutreten. Sie unterzeichnete Ende 2009 einen Vertrag mit RedOnes Imprint, Universal Republic Records, und begann für ihr Debüt zu arbeiten.

## Frühes Leben
Black wuchs in Detroit, Michigan, und später in Sterling Heights auf. Ihr Vater war Frisör. Ihm gehörte ein Frisörsalon und er brachte sie zu Modeshows und Fotoshootings mit. Ihre Eltern trennten sich, als sie sechs Jahre alt war. Nachdem ihre Mutter neu heiratete, zogen sie in die wohlhabende Rochester Gegend, wo sie die High-School besuchte. Da sie in weniger wohlhabenden Gegenden lebte, fühlte Black sich nicht zugehörig zu ihren privilegierten Klassenkameraden und wurde zur Außenseiterin. Sie erfuhr, dass ihr biologischer Vater Krebs hatte, als sie 15 war und davon war sie so sehr betroffen, dass sie innerhalb von drei Monaten aufgrund von Auseinandersetzungen von der Schule verwiesen wurde. Zwei Monate später wurde sie von einer anderen Schule verwiesen. Ihr Vater starb, als sie 16 war. Black nahm an nationalen Tanzsportwettbewerben teil und nahm Jazz-, Hip-Hop- und Ballettunterricht. Sie trainierte, um einmal auf dem Broadway auftreten zu können. Sie zog es auch in Betracht eine Hintergrundtänzerin zu werden. Nachdem sie von ihrer letzten Schule verwiesen wurde, rannte Black von zu Hause fort. Sie begann damit zu betteln, Drogen zu nehmen und zu trinken, während sie nachts bei Freunden schlief. Nachdem sie mit Armor for Sleep auf Tour gegangen war, kehrte sie nach Detroit zurück und hörte auf Drogen zu nehmen.

## Musikkarriere

### Virgin Records
Auf einer Autoreise in New York wurde Black von ihrem ersten Manager angesprochen, der ihr sagte, dass sie zu ihm kommen soll, wenn sie 18 wird. Achtzehn Monate später zog Black nach Los Angeles, traf ihren Manager und unterzeichnete zwei Wochen später einen Vertrag bei Virgin Records. Unter dem Pseudonym Porcelain and the Tramps arbeitete Black mit Tommy Henriksen und John Lowery in London. Jedoch konnten das Label und sie sich nicht auf die Musik einigen, die sie machte. Virgin wollte, dass Black Popmusik im Stil von Avril Lavigne aufnahm, obwohl sie bereits bei Vertragsabschluss wussten, was sie für Musik machte. Einige ihrer Kollaborateure waren skeptisch gegenüber ihrem Verlangen Industrial Rock mit Dance-Pop zu mischen. Black begann damit ihre Songs, die sie aufgenommen hatte, auf MySpace hochzuladen, die innerhalb weniger Monate über 10 Millionen Mal aufgerufen wurden. Black schrieb an dem Text für den Hintergrundgesang für den Song Lunacy Fringe von The Used mit und sang diesen auch. Sie wurde von Courtney Love auf MySpace angefragt, um Hintergrundgesang für ihr Soloalbum aufzunehmen. Sie hatte außerdem einen Gastauftritt auf dem Song Action! von Street Drum Corps. How Do You Love Someone? ein Song, den Black mitgeschrieben hatte, wurde von Ashley Tisdale für ihr zweites Album Guilty Pleasure gestrichen. Black war zunächst abgeneigt den Song wegzugeben, gab dann aber nach und konnte ihn später für ihr eigenes Album mit RedOne verwenden.

### Universal Republic: 2009 – heute
Durch einen gemeinsamen A&R Freund, hörte der Produzent RedOne von Black und war daran interessiert, sie kennenzulernen. Im November 2009 bat RedOne Black ihn in seinem Studio kennenzulernen, was dazu führte, dass sie am nächsten Tag ihre Debütsingle This Is What Rock N Roll Looks Like schrieben. RedOne half Black aus ihrem Vertrag mit Virgin Records herauszukommen und nahm sie in sein Universal Republic Imprint, 2101 Records auf. RedOne stellte sie einem neuen Manager vor, Derrick „EI“ Lawrence, der auch der Manager von Lil Wayne ist. Wayne lud sie ein ihn auf seine I Am Music Tour zu begleiten, nachdem er sie kennengelernt hatte. Sie änderte ihren Namen zu Porcelain Black, weil der Name für Verwirrung sorgte und die Leute dachten, Porcelain and the Tramps sei eine Band. Ihr Künstlername kam von einem Kindheitsspitznamen, Porcelain (zu Deutsch: Porzellan), wegen ihrer großen Sammlung an Porzellanpuppen von ihrer Tante. Ihre Tante war der Ansicht, dass die Puppen ihr vom Aussehen her ähnelten, mit den rotblonden Haaren und der hellen Haut. Sie nahm Black (zu Deutsch: Schwarz) in ihren Namen auf, da sie der Meinung war, dass es das Gegenteil von dem „zerbrechlichem“ Porzellan repräsentiert. Sie plant das Porcelain and the Tramps Projekt in der Zukunft noch einmal aufzugreifen. Black schrieb an dem Lolita Song für die mexikanische Popsängerin Belinda mit. Sie hatte 2010 außerdem Auftritte in Musikvideos für Travie McCoys We’ll Be Alright und Jeffree Stars Get Away With Murder.
Ihr Debütalbum wurde im Januar 2012 veröffentlicht. RedOne produzierte alle Songs auf dem Album und schrieb bei allen Titel, bis auf einen, selbst mit. Sie sagte, dass Eminem einen Gastauftritt in „How Do You Love Someone?“ haben könnte. Black filmte mit RedOnes Hilfe einen Gastauftritt für den kommenden Film Rock of Ages, dort spielt sie die Leadsängerin einer Glam-Metal-Band aus den 80ern. Sie nahm außerdem den, einzig für den Film konzipierten, Song Rock Angel auf. Sie machte ihr Fernsehdebüt in der The David Letterman Show am 21. Juli 2011. Naughty Naughty wird als zweite Single von ihrem Album am 15. November 2011 veröffentlicht. Am 18. September wurde die Single von RedOne auf YouTube geleakt. Sie plant mit Lil Wayne erneut auf seine I’m Still Music Tour zu gehen.
Am 16. Januar 2012 wurde der Song Prisoner (God’s Paparazzi Remix) (featuring Porcelain Black) von Jeffree Star geleakt.

## Musik und Einflüsse
Blacks Stimme wurde als kratzig beschrieben. Sie beschreibt ihre Musik als uneheliches Kind von Marilyn Manson und Britney Spears. Außerdem sagte Black, dass sie von Spears' Choreographie inspiriert wird, während sie von Mansons Klang und Einstellung zu ihren Songtexten und Performancestil inspiriert wird. Blacks zweifarbige, blonde und schwarze, Haarfrisur und ihr „Lack und Leder“ Kleidungsstil, seien ebenfalls von beiden, Manson und Spears, inspiriert worden, sowie ihr Verlangen eine Rolle zu entwickeln, in der eine stabile Dualität zwischen „Gut“ und „Böse“ existiert. Kritiker bemerkten, dass ihr Klang eher Pop als Rock ist, doch Black besteht auf ihr Rock And Roll Image und sagt: „… Ich weiß, dass ich Rock N Roll bin“. Die Vorliebe für Rockmusik von ihrem biologischen Vater wie Led Zeppelin, David Bowie und Jimi Hendrix beeinflussen sie. Sie listet außerdem Nine Inch Nails und dessen Leadsänger, Trent Reznor, Björk, Fiona Apple, Skinny Puppy, AC/DC, Hole und Oasis als musikalische Einflüsse.

## Diskografie

### Studioalben
- 2007: Porcelain and the Tramps (keine offizielle Veröffentlichung / auf YouTube im Jahr 2011 veröffentlicht)
- 2014: Live From Studio Instrument Rentals (keine offizielle Veröffentlichung)
- 2014: Mannequin Factory (keine offizielle Veröffentlichung)

### EPs
- 2017: 313

### Singles
- 2011: This Is What Rock N Roll Looks Like
- 2011: Naughty Naughty
- 2014: One Woman Army